# Liste der denkmalgeschützten Objekte in Žacléř
Grundlage dieser Liste der denkmalgeschützten Objekte in Žacléř ist die ÚSKP-Liste (Ústřední seznam kulturních památek České republiky, deutsch Zentrale Liste der Kulturdenkmäler der Tschechischen Republik), die von der tschechischen Denkmalschutzbehörde NPÚ (Národní památkový ústav, deutsch Nationale Denkmalbehörde) seit 1987 geführt wird und an die seit dem Jahr 1850 geschaffenen Listen anschließt.

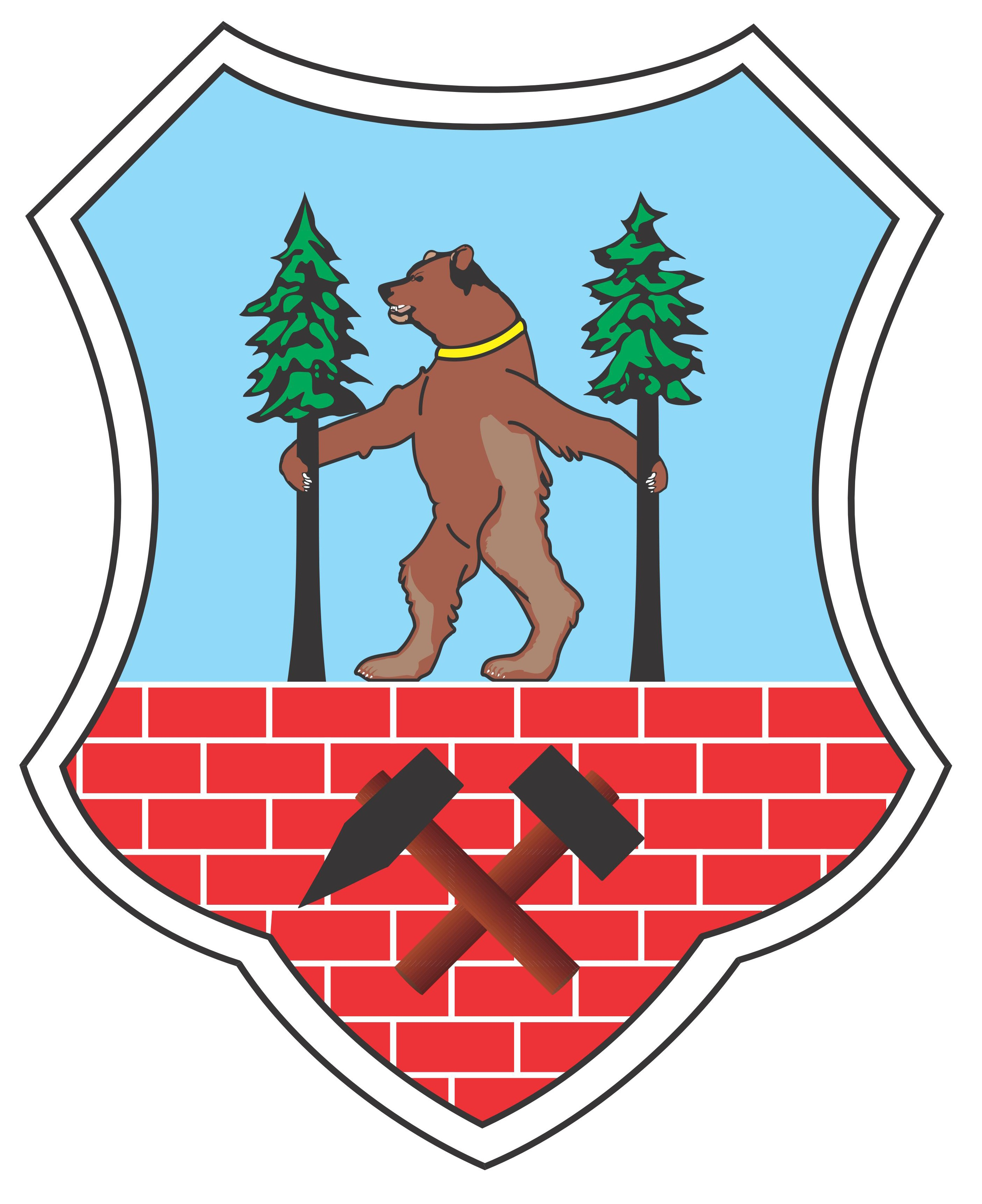

Die Liste umfasst die Kulturdenkmale der Stadt Žacléř im Okres Trutnov.

## Žacléř (Schatzlar)
| Lage | Objekt                                                            | Beschreibung | ÚSKP-Nr.                  | Bild                                                              |
| --- | ----------------------------------------------------------------- | --- | ------------------------- | ----------------------------------------------------------------- |
| Žacléř, Zámecká 1 (Standort)                                                                              | Schloss Žacléř                                                    | Das Areal der Burg ist auch mit der Tätigkeit der Jesuiten in der Region Žacléř verbunden. Urspr, Grenzwache von 1308., seit 1524 eine Burg, die 1555 repariert wurde. Ab 1636 im Besitz des Jesuitenkollegs St. Anna in Wien. 1718 übernahmen die Jesuiten die Burg, 1750 erfolgte der Wiederaufbau, nach einem Brand 1759 wurde sie 1770 erneuert. Nach der Aufhebung des Ordens 1773 wurde sie 1778 von marodierenden preußischen Truppen niedergebrannt. Wiederaufbau 1894: - Schloss Nr. 1 - Treppe, Tor I, Tor II, Hof, Park, Umfassungsmauer mit Türmen, - Stützmauer, Brücke über Wassergraben - Torso der Burgmauer und Graben. | 24305/6-3747 Info Katalog | weitere Bilder                                                    |
| Žacléř, Rýchorské náměstí (Standort)                                                                      | Mariensäule                                                       | Mariensäule, mit hochbarockr Skulptur, J. F. Pacák zugeschrieben. Barocker Obelisk mit Marienstatue und dazugehörigen Heiligenstatuen sowie Reliefs der Verkündigung, Maria mit Kind und Mariä Himmelfahrt. Auf der Südseite steht der hl. Hieronymus, im Nordwesten der hl. Bernhard, im Westen der hl. Thomas von Aquin. Unter jedem der Heiligen steht ein Engel, am konvexen Sockel eine Statue des hl. Ignatius von Loyola. | 25923/6-3746 Info Katalog | weitere Bilder                                                    |
| Žacléř, Rýchorské náměstí (Standort)                                                                      | Statue des hl. Florian                                            | Statue des hl. Florian von einem unbekannten Künstler des 19. Jh. | 40724/6-3748 Info Katalog | weitere Bilder                                                    |
| Žacléř, Rýchorské náměstí (Standort)                                                                      | Brunnen                                                           | Sandsteinbrunnen in quadratischer Form von 510 cm. In der Mitte des Beckens steht eine Säule, mit Sockel und runder Vase. | 101109 Info Katalog       | Brunnen                                                           |
| Žacléř, Rýchorské náměstí 6 (Standort)                                                                    | Rýchorské náměstí čp. 6                                           | Barockhaus mit klassizistischen Umbauten. Wertvolle Innenausstattung mit gut erhaltenen Gewölben. | 30332/6-5095 Info Katalog | Rýchorské náměstí čp. 6                                           |
| Žacléř, Rýchorské náměstí 7 (Standort)                                                                    | Rýchorské náměstí čp. 7                                           | Einstöckiges Stadthaus auf rechteckigen Grundriss mit einer Giebelwand zum Platz. Anfang der 1990er Jahre brannte das Haus ab und erlitt erhebliche Schäden. Der historische Wert wurde durch den anschließenden Wiederaufbau erheblich gemindert. | 25549/6-5096 Info Katalog | Rýchorské náměstí čp. 7                                           |
| Žacléř, Rýchorské náměstí 10 (Standort)                                                                   | Gericht                                                           | Gericht, einstöckiges Gebäude mit Mansarddach. Im linken Teil wird die Fassade durch einen Risalit mit Dreiecksgiebel und einem asymmetrisch platzierten Eingang zum Gebäude gegliedert, neben dem Eingang befindet sich eine Fenstergruppe. | 49751/6-6084 Info Katalog | Gericht                                                           |
| Žacléř, Rýchorské náměstí 12 (Standort)                                                                   | Rýchorské náměstí čp. 12                                          | Bürgerhaus, mit markantem Dachgeschoss, dessen Trauffassade zum Platz orientiert ist. Im Erdgeschoss öffnen sich drei Portikusbögen zur Straße. | 101571 Info Katalog       | Rýchorské náměstí čp. 12                                          |
| Žacléř, Rýchorské náměstí 13 (Standort)                                                                   | Rýchorské náměstí čp. 13                                          | Einstöckiges Backsteinhaus mit Torbogen, ursprünglich in barocken Formen, später im klassizistischen Stil umgebaut. | 100530 Info Katalog       | Rýchorské náměstí čp. 13                                          |
| Žacléř, Rýchorské náměstí 14 (Standort)                                                                   | Rýchorské náměstí čp. 14                                          | Bürgerhaus, als wichtiges Dokument der Stadtentwicklung mit barocken Bauten und klassizistischen Umbauten. Stadthaus mit Torbogen auf rechteckigem Grundriss, mit zwei Stockwerken, das 2. Obergeschoss als Dachgeschoss ausgeführt. | 100529 Info Katalog       | Rýchorské náměstí čp. 14                                          |
| Žacléř, Rýchorské náměstí 85 (Standort)                                                                   | Rýchorské náměstí čp. 85                                          | Bürgerhaus mit reicher Baugeschichte, dank der erhaltenen Fassadenelemente (Stuckverzierungen, Wandmalereien im Torbogen, Sandsteinarchitektur) und der Innenausstattung gehört es zu den wertvollsten Gebäuden der Stadt. Einstöckiges Gebäude mit Satteldach auf rechteckigem Grundriss und zwei Trakten sowie einem weiteren Trakt mit Stallungen. | 42163/6-3754 Info Katalog | weitere Bilder                                                    |
| Žacléř, Rýchorské náměstí 116 (Standort)                                                                  | Rýchorské náměstí čp. 116                                         | Bürgerhaus als gemauertes Eckhaus auf rechteckigem Grundriss, zweigeschossig (das 2. Obergeschoss ist Dachgeschoss), zum Platz orientierter Giebel. Im linken Teil des Gebäudes, ursprünglich wohl ein Durchgang, wurde Ende des 19. Jh. ein Treppenhaus eingebaut. | 13942/6-5097 Info Katalog | Rýchorské náměstí čp. 116                                         |
| Žacléř, Rýchorské náměstí 117 (Standort)                                                                  | Rýchorské náměstí čp. 117                                         | Einstöckiges Haus mit Dachboden und Satteldach. Der barocke Kern des Hauses mit Resten klassizistischer Umbauten und Umbauten von der Wende vom 19. zum 20. Jahrhundert. | 37148/6-5098 Info Katalog | Rýchorské náměstí čp. 117                                         |
| Žacléř, Rýchorské náměstí 118 (Standort)                                                                  | Rýchorské náměstí čp. 118                                         | Bürgerhaus, einstöckig aus Backstein mit Walmdach. Die Keller und Gewölbe im Erdgeschoss sind barock, der Rest des Hauses wurde vermutlich Anfang des 20. Jahrhunderts umgebaut. | 17810/6-5099 Info Katalog | Rýchorské náměstí čp. 118                                         |
| Žacléř, Rýchorské náměstí 181 (Standort)                                                                  | Rathaus                                                           | Rathaus, Backsteinbau mit Walmdach, ein spätklassizistischer Gebäude mit Elementen des Historismus. | 26226/6-3750 Info Katalog | weitere Bilder                                                    |
| Žacléř, Rýchorská 90 (Standort)                                                                           | Rýchorská čp. 90                                                  | Mietshaus mit Außentreppe, spätklassizistisches einstöckiges Gebäude mit drei Flügeln auf unregelmäßigem Grundriss von 1870. | 100996 Info Katalog       | weitere Bilder                                                    |
| Žacléř, Rýchorská 99 (Standort)                                                                           | Rýchorská čp. 99                                                  | Bürgerhaus, einstöckiges Haus mit rechteckigem Grundriss und Walmdach, ein Teil davon ist barock (um 1700). Der restliche Bau, einschl. der Fassaden, ist klassizistisch. | 100528 Info Katalog       | Rýchorská čp. 99                                                  |
| Žacléř, Rýchorská 107 (Standort)                                                                          | Rýchorská čp. 107                                                 | Bauernhaus, einstöckig mit rechteckigem Grundriss, jetzt ruinös. Es gehört zu den ältesten erhaltenen Häusern der Stadt. Das Gebäude wird nicht unterhalten, Teileinsturz nach 2008. | 101257 Info Katalog       | BW                                                                |
| Žacléř, Rýchorská 108 (Standort)                                                                          | Rýchorská čp. 108                                                 | Freistehende Villa, ursprünglich Gasthaus mit Kinosaal, danach Sanatorium. | 106266 Info Katalog       | BW                                                                |
| Žacléř, J. E. Purkyně (Standort)                                                                          | Dreifaltigkeitskirche                                             | Dreifaltigkeitskirche, errichtet im Barockstil mit Resten eines älteren Renaissancebaus, steht auf einer Terrasse am Ortsrand. Die Kirche hat einen Turm über der Westfront und einen kreuzförmigen Grundriss mit rechteckigem Kirchenschiff und Querschiff, Presbyterium und einstöckigem Oratorium, das in den Ecken zwischen Querschiff und Chor angeordnet ist. | 24728/6-3745 Info Katalog | weitere Bilder                                                    |
| Žacléř, auf dem Friedhof bei der Dreifaltigkeitskirche (Standort)                                         | Massengrab der Roten Armee                                        | Massengrab der Soldaten der Roten Armee, im hinteren Teil an der Friedhofsmauer in nordöstlicher Richtung. Auf der zentralen rechteckigen Blockplatte im oberen Teil ein fünfzackiger Stern, mittig ein graviertes Relief aus Hammer und Sichel. An den Seiten der Blöcke sind die Namen der neun Gefallenen eingraviert, mittig der Text „Gekämpft – gestorben für unsere gemeinsame Sache 1941–1945“. | 20056/6-5159 Info Katalog | weitere Bilder                                                    |
| Žacléř, J. E. Purkyně 2 (Standort)                                                                        | Pfarrhaus                                                         | Pfarrhaus, barockes rechteckiges einstöckiges Gebäude mit Mansarddach, an der Straße zur Kirche gelegen. | 29307/6-3749 Info Katalog | weitere Bilder                                                    |
| Žacléř, J. A. Komenského če. 5 (Standort)                                                                 | J. A. Komenského če. 5                                            | Bauernhaus, ein Fachwerkbau mit niedrigem Backsteinfundament, errichtet um 1850 | 31353/6-4509 Info Katalog | J. A. Komenského če. 5                                            |
| Žacléř, J. A. Komenského če. 8 (Standort)                                                                 | J. A. Komenského če. 8                                            | Bauernhaus, das ursprüngliche Haus war ein sehr wertvollen Gebäude als ein Überbleibsel der ursprünglichen Stadtentwicklung, es war der Haustyp, der im 17. und 18. Jahrhundert hier im Mittelgebirge gebaut wurde. Das ursprüngliche Haus wurde wegen Baufälligkeit abgerissen, an seiner Stelle steht eine Kopie. Ein Fachwerkhaus mit Holzbogen, gedeckt mit einem Satteldach. | 16634/6-3752 Info Katalog | J. A. Komenského če. 8                                            |
| Žacléř, J. A. Komenského če. 1 (Standort)                                                                 | J. A. Komenského če. 1                                            | Bauernhaus, das letzte Dokument der ursprünglichen städtischen Holzbebauung. Einstöckiges Fachwerkhaus mit Holzbogen, mit Satteldach und hohem Giebel. | 35866/6-3753 Info Katalog | J. A. Komenského če. 1                                            |
| Žacléř, Na Jiřím kopci (Standort)                                                                         | Grube Georg (Důl Jiří)                                            | Grube Georg (Důl Jiří), ehem. unterirdische Kohlengrube, davon nur das Schachtgebäude mit Förderturm. Das Schachtgebäude ist in seiner ursprünglichen Form von 1848 erhalten, an das ein Förderturm angebaut ist. | 11148/6-5910 Info Katalog | Grube Georg (Důl Jiří)                                            |
| Bobr (Žacléř), Horská, gegenüber von Nr. 403, okraj Žacléře, v klínu rozcestí na Bobra (Bober) (Standort) | Säule mit einer Statue des hl. Antonius von Padua mit Jesusknaben | Säule und Statue aus der Spätbarockzeit. | 105337 Info Katalog       | Säule mit einer Statue des hl. Antonius von Padua mit Jesusknaben |
| Černá Voda (Žacléř) (Schwarzwasser) (Standort)                                                            | Grube Franz (Jáma Františka)                                      | Grube Franz (Jáma Františka), unterirdisches Kohlenbergwerk, davon nur: Förderturm von 1905 mit Ausrüstung (Maschine) von 1935. | 11144/6-5911 Info Katalog | BW                                                                |
| Černá Voda (Žacléř) (Standort)                                                                            | Kalkstein-Brennofen                                               | Kalkstein-Brennofen, originaler Schachtofen zum Brennen von Kalk aus Bruchstein, Granit und Konglomeraten. | 101546 Info Katalog       | Kalkstein-Brennofen                                               |
| Nové Domky (Žacléř) (Neuhäuser), am Weg nach Růžový palouček (Standort)                                   | Statue der hl. Anna                                               | Statue der hl. Anna, spätbarock von 1765. | 27107/6-5056 Info Katalog | Statue der hl. Anna                                               |
| Prkenný Důl (Brettgrund), gegenüber vom Wirtshaus (Standort)                                              | Annenkapelle                                                      | Annenkapelle, eine Kapelle mit fast quadratischem Grundriss auf einem mit Beton verstärkten Steinfundament. Das Dach der Kapelle ist mit Schindeln gedeckt. Auf dem Glockenteil ist eine achteckige Laterne aufgesetzt. | 32087/6-4588 Info Katalog | weitere Bilder                                                    |